# سوگورو هینو
سوگورو هینو (انگلیسی: Suguru Hino؛ زادهٔ ۲۹ ژوئیهٔ ۱۹۸۲) بازیکن فوتبال اهل ژاپن است.
از باشگاه‌هایی که در آن بازی کرده‌است می‌توان به باشگاه فوتبال گامبا اوساکا اشاره کرد.